# مادلین بوید
مادلین بوید (انگلیسی: Madeleine Boyd) طراح لباس تئاتر اهل بریتانیا است.